# (35918) 1999 JL99
1999 JL99 (asteroide 35918) é um asteroide da cintura principal. Possui uma excentricidade de 0.27023880 e uma inclinação de 18.47159º.
Este asteroide foi descoberto no dia 12 de maio de 1999 por LINEAR em Socorro.